# Erik Peitersen
Erik Peitersen (født 6. juli 1955 i Kjellerup) er en dansk skiltemaler, der desuden har arbejdet som selvlært kunstner, foredragsholder og scenograf på en række danske tv-serier. Ligeledes har han medvirket i en række DR programmer, herunder Peitersen og de store oceaner.
Han har i flere tv-programmer været en inspirationskilde for mange gør det selv-folk som Roomservice og Huset på TV 2. I 2005 var han vært på kunstquizzen Penselstrøg på TV 2 Charlie.
Peitersen deltog i første sæson af tv-programmet Vild med dans i 2005 hvor han sammen med dansepartner Marianne Eihilt nåede finalen.
I 2011 og 2013 var han produktionsdesigner på hhv. Ludvig & Julemanden og Tvillingerne & Julemanden. Han har desuden været produktionsdesigner på de tre julefilm Emma og Julemanden - Jagten på Elverdronningens hjerte (2015), Julemandens datter (2018) og Julemandens datter (2020).
Erik Peitersen virker også som kunstmaler. I starten af 2020 var han i gang med et projekt, hvor vil male 27 store udendørsmalerier i hele verden. Erik Peitersen var også assistent for Per Kirkeby ved flere udsmykningsopgaver.